# Наречье (река)
Наречье — река в России, протекает по Орловской области. Левый приток реки Студенец.

## География
Река Наречье берёт начало у деревни Голянка, течёт на запад. На реке расположены населённые пункты Глотово, Гудилово, Кислино и Наречье. Устье реки находится в 12 км от устья реки Студенец. Длина реки составляет 15 км, площадь водосборного бассейна — 95,7 км².

## Данные водного реестра
По данным государственного водного реестра России, относится к Окскому бассейновому округу, водохозяйственный участок реки — Ока от города Орёл до города Белёв, речной подбассейн реки — бассейны притоков Оки до впадения Мокши. Речной бассейн реки — Ока.
Код объекта в государственном водном реестре — 09010100212110000018421.